# 중국 대륙의 위키미디어 접속 차단
중화인민공화국의 인터넷 서비스 제공자(ISP)가 중국 대륙에서 위키미디어 사이트에 접속하는 것을 차단하는 경우가 있다.

## 첫 번째 차단
첫 번째 차단은 2004년 6월 2일부터 21일까지 있었다. 1989년 톈안먼 사건 15주기에 베이징에서 중국어 위키백과로 접속을 차단하는 것에서 시작되었다.

## 두 번째 차단
두 번째 차단은 2004년 9월 23일부터 27일까지 있었다. 4박 5일 동안 몇몇 사람들이 위키백과에 접속하지 못하거나 어려움을 겪었지만 모든 사용자가 그런 것은 아니었다. 위키백과 사용자들은 ISP에 항의를 했지만 항의문이 전달되기 전에 차단이 풀렸다.

## 세 번째 차단
세 번째 차단은 2005년 10월 19일에 시작되어 2006년 10월 10일부터 일부 해제되었으나, 같은 해 11월 17일부터 차단이 재개되었다.

## 이후
2007년 8월 31일 이후로, 모든 언어의 위키백과 사이트가 차단되었으나, 2008년 4월 2일 차단이 풀렸다.
그뒤 4월 6일 다시 차단되었다. 다른 언어판들은 차단되지 않았지만, 티베트와 같은 민감한 부분은 여전히 차단되었다. 하계 올림픽 중 영어 위키백과 접속이 가능해졌으며 이어 중국어 위키백과 접속도 가능해졌다.
2019년 4월 모든 버전의 위키백과가 중국에서 차단되었다.

## 같이 보기
- 금순공정 (황금 방패)
- 프록시 서버
- 중화인민공화국의 인터넷 검열